# Nedabyle
Nedabyle település Csehországban, a České Budějovice-i járásban. Nedabyle Heřmaň, Nová Ves, Vidov, Borovnice és Doubravice településekkel határos. Lakosainak száma 366 fő (2024. január 1.).

## Népesség
A település lakosságának változását az alábbi diagram mutatja:
| Lakosok száma | 168  | 262  | 254  | 197  | 202  | 235  | 375  | 372  | 367  | 366  |
|               | 1869 | 1890 | 1921 | 1950 | 1980 | 2001 | 2017 | 2019 | 2022 | 2024 |